# Seznam zápasů slovenské a japonské hokejové reprezentace
Toto je seznam zápasů slovenské a japonské hokejové reprezentace na MS a Zimních olympijských hrách.

## Mistrovství světa v ledním hokeji
| Datum     | Číslo | Slovensko | Výsledek | Zápas | MS   | Místo     | Branky Slovenska |
| --------- | ----- | --------- | -------- | ----- | ---- | --------- | --- |
| 29.4.2001 | 1     | Slovensko | 8:4      | ZS    | 2001 | Norimberk | 2x Vladimír Országh • Richard Zedník • Róbert Petrovický • Ladislav Nagy • Richard Pavlikovský • Ivan Droppa • Marián Gáborík                      |
| 28.4.2003 | 2     | Slovensko | 10:1     | ZS    | 2003 | Helsinky  | 2x Žigmund Pálffy • 2x Branko Radivojevič • Jozef Stümpel • Ladislav Nagy • Miroslav Hlinka • Richard Zedník • Ľubomír Višňovský • Richard Lintner |

## Zimní olympijské hry
| Datum | Číslo | Slovensko | Výsledek | Zápas | ZOH                   | Místo | Branky Slovenska |
| ----- | ----- | --------- | -------- | ----- | --------------------- | ----- | ---------------- |
|       | 1     |           | x:x      |       | bez odehraného zápasu |       |                  |